# Brandon Thomas-Asante
Brandon Thomas-Asante, né le 29 décembre 1998 à Milton Keynes (Angleterre), est un footballeur international ghanéen qui évolue au poste d'avant-centre à Coventry City.
Thomas-Asante commence sa carrière à Milton Keynes Dons, où il fait ses débuts professionnels en 2016 à l'âge de 17 ans. Après des périodes de prêt avec Sutton United et Oxford City, il quitte Milton Keynes en 2019 pour signer à Salford City avec laquelle il remporte son premier trophée, l'EFL Trophy 2019-2020.

## Carrière en club

### Milton Keynes Dons
Thomas-Asante rejoint l'académie de Milton Keynes Dons à l'âge de 12 ans. Le 6 août 2016, après une pré-saison impressionnante, il fait ses débuts dans l'équipe première, en tant que remplaçant à la 75e minute lors d'une victoire 0-1 à l'extérieur contre Shrewsbury Town. Le 12 septembre, Thomas-Asante signe son premier contrat professionnel avec le club, un contrat d'un an avec une option d'une année supplémentaire.
Le 5 novembre, il marque son premier but professionnel pour le club, marquant lors d'une victoire 3-2 à domicile au premier tour de la FA Cup contre Spennymoor Town. Le 2 mai 2017, après une première saison impressionnante en tant que professionnel, Thomas-Asante reçoit le titre de joueur de l'année 2016-2017 de l'Académie du club.

#### Prêts successifs
Après des prêts à Sutton United et Oxford City, Thomas-Asante confirme qu'il quittera Milton Keynes à l'expiration de son contrat en juin 2019.
Après un essai avec l'équipe de Swindon Town, Thomas-Asante signe finalement pour le club d'Ebbslfeet United, le 9 août 2019.

### Salford City
Thomas-Asante rejoint le club de Salford City, faisant ses débuts pour le club le 3 septembre 2019 lors d'un match d'EFL Trophy contre les U21 d'Aston Villa. Il fait ses débuts en championnat pour le club le 14 septembre.
Il marque son premier but pour le club lors du Boxing Day, marquant le deuxième de Salford à la 12e minute d'une victoire 3-1 contre Crewe Alexandra. Il termine la saison 2019-2020 avec six buts en 26 apparitions.
Le 28 novembre 2020, Thomas-Asante reçoit le premier carton rouge de sa carrière pour une faute sur le gardien de but de Newport County Tom King, lors de l'élimination de Salford au second tour de la FA Cup. Le 19 mars 2022, Thomas-Asante réussit le premier triplé de sa carrière lors d'une victoire 5-1 à domicile contre Scunthorpe United.

### West Bromwich Albion
Le 31 août 2022, Thomas-Asante s'engage pour trois ans avec le club d'EFL Championship West Bromwich Albion pour un montant d'environ 300 000 £, au détriment de l'offre de Birmingham City.

## Vie privée
Né en Angleterre, Thomas-Asante est d'origine ghanéenne et jamaïcaine. 

## Récompenses
Salford City
- EFL Trophy : 2019-2020

Récompenses individuelles
- Milton Keynes Dons : Joueur de l'année de l'Académie : 2016-17[4]
- Sky Bet Championship : But du mois : novembre 2022[11]
- But du mois Salford City : octobre 2021, novembre 2021[12],[13]